# Dylan Pereira (Fußballspieler)
Dylan Pereira (* 24. November 2002 in Singapur) ist ein ehemaliger singapurischer Fußballspieler.

## Karriere
Dylan Pereira erlernte das Fußballspielen in den Jugendmannschaft des Warriors FC, GFA Victoria FC und der Juniorenmannschaft von Geylang International. Seinen ersten Profivertrag unterschrieb er am 4. März 2021 bei den Young Lions. Die Young Lions sind eine U23-Mannschaft, die 2002 gegründet wurde. In der Elf spielen U23-Nationalspieler und auch Perspektivspieler. Ihnen soll die Möglichkeit gegeben werden, Spielpraxis in der ersten Liga, der Singapore Premier League, zu sammeln. Sein Erstligadebüt gab er am 14. April 2021 (7. Spieltag) im Auswärtsspiel gegen Hougang United. Hier stand er in der Startelf und stand die kompletten 90 Minuten im Tor. Das Spiel endete 1:1. Nach zehn Spielen beendete er Ende 2022 seine Karriere als Fußballspieler.